# Aleksander Pozvek
Aleksander Pozvek, slovenski novinar, imitator in humorist, * 30. januar 1994, Jesenice.
Od svojega 18. leta dalje (z vmesnim premorom zaradi smrti Saša Hribarja) je sodelavec radijske oddaje Radio Ga Ga, kjer imitira številne znane politike, kot so Marjan Šarec, Miro Cerar in Karl Erjavec.
Od leta 2017 do februarja 2019 je bil zaposlen na Nova24TV, kjer je deloval kot novinar ter voditelj informativnih oddaj Novice, Tema dneva in Objektiv. Od februarja 2019 je novinar dnevno-informativne oddaje Svet na Kanalu A.
Nekaj let je bil občinski svetnik Slovenske demokratske stranke v Občini Jesenice. Junija 2018 je odstopil kot član občinskega sveta.
V letih 2023 in 2024 je vodil prireditev Bob leta v SNG Maribor.